# Me encanta
«Me encanta» es una canción grabada por la cantante y compositora mexicana Carla Morrison. La canción fue escrita y producida por ella misma. El tema está incluido como el segundo track de su primer álbum de estudio Déjenme llorar.

## Video musical
No se lanzó ningún videoclip oficial para esta canción, sin embargo un video lírico fue publicado el 29 de julio de 2017 en el canal de Youtube de Morrison y cuenta con más de 5 millones de reproducciones.

## Lista de canciones

### Descarga digital
| Me encanta — Single |              |          |  |
| N.º                 | Título       | Duración |  |
| 1.                  | «Me encanta» | 4:06     |  |